# Lago Nero (Valsesia)
Il Lago Nero è un piccolo lago alpino della Valsesia.

## Caratteristiche

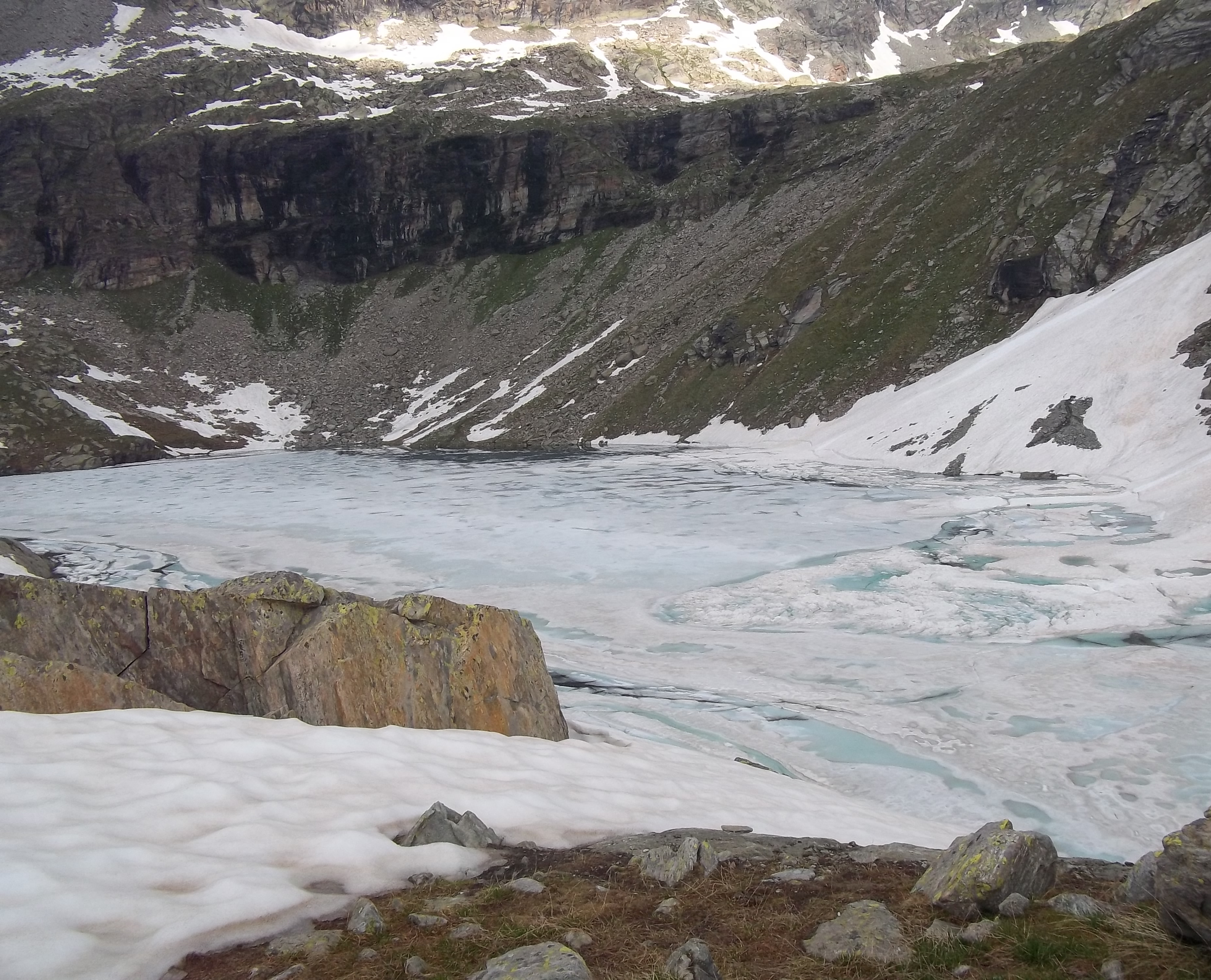
Il lago coperto di ghiaccio nel luglio 2013. Si possono vedere nella parete rocciosa le tipiche rocce nere.

Il Lago Nero è un lago alpino di circo situato a quota 2667 m s.l.m., ai piedi della parete sud del Corno Bianco.
Di forma ovale (lunghezza: 750 m; profondità: 11 m; superficie: 87 000 m²) è il lago alpino più esteso della Valsesia e deve il suo nome al colore caratteristico delle sue acque, che assumono una tinta blu scuro per via della loro profondità e per il riflesso della bastionata di rocce nerastre che circondano l'ambiente. Il livello dell'acqua è sensibilmente calato negli ultimi anni ed è possibile notarlo dall'erosione delle rocce.

## Accesso
È punto di passaggio nella salita al Corno Bianco (3320 m). Raggiungibile da Cà di Janzo in 4 ore e dal Rifugio Carestia in 1 ora e 45 minuti attraverso i sentieri 201/202 (ex 1/2).